# Кіркук – Байджі – Хадіта/Багдад
Кіркук — Байджі — Хадіта/Багдад — газотранспортний коридор від родовищ провінції Кіркук в Іракському Курдистані до ряду районів у долинах Тигру та Євфрату.
Розробка нафтових покладів в провінції Кіркук, включаючи унікальне однойменне родовище, розпочалась ще до Другої Світової війни. Відомі передусім своїми нафтовими запасами, вони також містять чимало газу, як попутного, так і вільного. Коли у 1980-х в Іраку приступили до розвитку газотранспортної мережі, одним з джерел її наповнення стало блакитне паливо зазначеної провінції.
На захід від міста Кіркук розташували Північний ГПЗ (Південний ГПЗ спорудили поблизу Басри на родовищі Північна Румайла). Він міг переробляти за добу до 15 млн.м3 газу, з якого отримували біля 11 млн.м3 очищеної та підготованої для подачі споживачам продукції (крім того, вироблялись зріджений нафтовий газ, конденсат та сірка). Від газопереробного заводу у південно-західному напрямку до Байджі проклали дві нитки діаметром по 400 мм. Крім продукції Північного ГПЗ через систему також постачалось блакитне паливо, відібране із газової шапки родовища Jainbur, розташованого на південь від Кіркуку. В Байджі природний газ постачався на заводи з виробництва мінеральних добрив, цементу, найбільший в Іраку нафтопереробний комплекс, а з 1988 року й на теплоелектростанцію, потужність якої довели до 1320 МВт.
Від Байджі одна з ниток продовжувалась до Хадіти, де з'єднувалась із газопроводом, прокладеним з півдня Іраку по долині Євфрату. Інша ж завертала до Таджі біля Багдаду, де постачала газ до ще однієї теплоелектростанції та інших промислових підприємств.
Можна також відзначити, що від Байджі починався газопровід до Мосулу.
В середині 2000-х років військовий конфлікт в Іраку призвів до численних диверсій на описаній вище газопровідній системі. Вже у листопаді 2003 року тут стався вибух, що потягнув за собою сильну пожежу. Надалі ж кількість актів саботажу стала вимірюватись десятками, що призвело до дворічного простою системи. Лише у 2008-му вдалось відновити постачання газу на ТЕС в Таджі. А в середині 2010-х траса газопроводу опинилась в районах запеклого протистояння із загонами Ісламської Держави.
В 2012 році південнокорейська компанія KOGAS отримала підряд на спорудження нової нитки газопроводу між Кіркуком та Байджі діаметром 250 мм, проте із зрозумілих причин наразі проект не реалізовано.